# Coupe Crown Prince de Qatar
La Coupe Crown Prince de Qatar est une compétition de football du Qatar.

## Palmarès

### Les matchs
| Édition | Vainqueur         | Finaliste     | Score         | Notes               |
| ------- | ----------------- | ------------- | ------------- | ------------------- |
| 1995    | Al-Rayyan (1)     | Al-Arabi      | 1-0           |                     |
| 1996    | Al-Rayyan (2)     | Al-Wakrah     | 2-0           |                     |
| 1997    | Al-Arabi (1)      | Al-Rayyan     | 0-0 4 tab à 3 |                     |
| 1998    | Al-Sadd (1)       | Al-Arabi      | 3-2           |                     |
| 1999    | Al-Wakrah (1)     | Al-Ittihad    | 2-1           |                     |
| 2000    | Al-Ittihad (1)    | Al-Rayyan     | 0-0 9 tab à 8 |                     |
| 2001    | Al-Rayyan (3)     | Al-Arabi      | 5-0           |                     |
| 2002    | Qatar SC (1)      | Al-Ittihad    | 2-0           |                     |
| 2003    | Al-Sadd (2)       | Al-Ittihad    | 2-0           |                     |
| 2004    | Qatar SC (2)      | Al-Sadd       | 2-1           |                     |
| 2005    | Al-Khor (1)       | Al-Gharafa SC | 2-1           |                     |
| 2006    | Al-Sadd (3)       | Qatar SC      | 2-1           |                     |
| 2007    | Al-Sadd (4)       | Al-Gharafa SC | 2-1           |                     |
| 2008    | Al-Sadd (5)       | Al-Gharafa SC | 1-0           |                     |
| 2009    | Qatar SC (3)      | Al-Rayyan     | 0-0 4 tab à 2 |                     |
| 2010    | Al-Gharafa SC (2) | Al-Arabi      | 5-0           |                     |
| 2011    | Al-Gharafa SC (3) | Al-Arabi      | 2-0           |                     |
| 2012    | Al-Rayyan (4)     | Al-Sadd       | 1-1 5 tab à 4 |                     |
| 2013    | Al-Duhail SC(1)   | Al-Sadd       | 3-2           |                     |
| 2014    | El Jaish SC (1)   | Al-Duhail SC  | 1-1 4 tab à 3 |                     |
| 2015    | Al-Duhail SC (2)  | El Jaish SC   | 1-0           |                     |
| 2016    | El Jaish SC (2)   | Al-Duhail SC  | 2-1           |                     |
| 2017    | Al-Sadd (6)       | El Jaish SC   | 2-1           |                     |
| 2018    | Al-Duhail SC (3)  | Al-Sadd       | 2-1           | après prolongations |
| 2019    | Al-Duhail SC (4)  | Al-Sadd       | 4-1           | après prolongations |
| 2020    | Al-Sadd (7)       | Al-Duhail SC  | 4-0           |                     |
| 2021    | Al-Sadd (8)       | Al-Duhail SC  | 2-0           |                     |
| 2023    | Al-Duhail SC (5)  | Al-Rayyan     | 2-0           |                     |
| 2024    | Al-Wakrah (2)     | Al-Sadd       | 1-0           |                     |

### Bilan par club
|   | Club         | Titres | Finales perdues | Dernier titre | Dernière finale perdue |
| - | ------------ | ------ | --------------- | ------------- | ---------------------- |
| 1 | Al-Sadd      | 8      | 6               | 2021          | 2024                   |
| 2 | Al-Rayyan    | 4      | 4               | 2012          | 2023                   |
| 3 | Al-Duhail SC | 5      | 3               | 2023          | 2021                   |
| 4 | Al-Gharrafa  | 3      | 6               | 2011          | 2008                   |
| 5 | Qatar SC     | 3      | 1               | 2009          | 2006                   |
| 6 | Al-Wakrah    | 2      | 1               | 2024          | 1996                   |
| 7 | Al-Arabi     | 1      | 5               | 1997          | 2011                   |
| 8 | El Jaish SC  | 2      | 1               | 2016          | 2015                   |
| 9 | Al-Khor      | 1      | 0               | 2005          | -                      |

- les titres de Al-Duhail SC comprend ceux de Lekhwiya SC